# نجمة الفارس الفهدية
نجمة الفارس الفهدية (الاسم العلمي:Hippeastrum pardinum) هي نوع من النباتات تتبع جنس نجمة الفارس من الفصيلة النرجسية.